# اچ‌ام‌اس سابرینا (۱۸۰۶)
اچ‌ام‌اس سابرینا (۱۸۰۶) (به انگلیسی: HMS Sabrina (1806)) یک کشتی است که طول آن ۱۰۸ فوت ۳ اینچ (۳۳٫۰ متر) می‌باشد. این کشتی در سال ۱۸۰۶ ساخته شد.